# Улица Аннас (Рига)
Улица А́ннас (латыш. Annas iela) — улица в Центральном районе города Риги. Соединяет улицы Миера и Аристида Бриана; с другими улицами не пересекается.
Общая длина улицы Аннас составляет 104 метра; на бо́льшей части замощена булыжником, частично имеет асфальтовое покрытие. Движение по улице одностороннее (в сторону улицы Аристида Бриана). Общественный транспорт по улице не курсирует.

## История
Впервые показана на плане города 1876 года как Аннинская улица (нем. Annenstraße). В 1941 году, с началом немецкой оккупации улица была переименована в честь немецкого композитора Конрадина Крейцера (1780—1849), умершего и похороненного в Риге, однако 16 апреля 1942 года было восстановлено историческое название Annenstraße. Других переименований улицы не было.

## Примечательные объекты
- В доме № 2 расположен Дом технического творчества (латыш. Tehniskās jaunrades nams, TJN)[5] — организатор старейшего в странах Балтии фестиваля короткометражных фильмов «2ANNAS»[6], организатор и участник других зрелищных мероприятий, в том числе ежегодного городского фестиваля света «Staro Rīga». В ноябре 2018 года одна из световых инсталляций была организована непосредственно на улице Аннас[7].